# Fadhila Louati
Bản mẫu:Infobox sport wrestler Fadhila Louati (tiếng Ả Rập: فضيلة لواتي; sinh ngày 3 tháng 3 năm 1979 tại Tunis) là một đô vật tự do nghiệp dư người Tunisia đã nghỉ hưu, từng thi đấu ở hạng cân của phụ nữ. Được coi là một trong những đô vật hàng đầu của quốc gia trong thập kỷ của mình, Louati đã mang lại một kỷ lục tuyệt vời về ba huy chương vàng trong phần cứng sự nghiệp của cô tại Đại hội Thể thao toàn châu Phi (1999 và 2003), và tại Đại hội Thể thao Địa Trung Hải năm 2001 ở Tunis. Cô cũng có cơ hội đại diện cho quốc gia Tunisia của mình trong hạng cân 48 kg tại Thế vận hội Mùa hè 2004, hoàn thành thứ mười bốn trong quá trình này. Louati cũng là một thành viên của đội đấu vật cho Trung tâm Intégré de Radès ở Tunis quê hương của cô, dưới quyền huấn luyện viên cá nhân của cô Noureddine Mefri.
Khi Tunisia đăng cai Đại hội Thể thao Địa Trung Hải năm 2001 tại Tunis, Louati nổi lên trong sự nổi tiếng về thể thao, khi cô đánh bại Agora Papavasiliou của Hy Lạp để giành huy chương vàng ở hạng cân 46 kg. Sau thành công thể thao ngay lập tức của mình, Louati tiếp tục tạo ra một chiến thắng đáng tự hào khác cho người Tunisia cho danh hiệu vô địch hạng cân của phụ nữ tại Đại hội Thể thao toàn châu Phi 2003 ở Abuja, Nigeria.
Tại Thế vận hội Mùa hè 2004 ở Athens, Louati đủ điều kiện cho đội tuyển Tunisia của cô, với tư cách là một đô vật đơn độc, trong lớp 48 kg khai mạc. Trước đó, cô đã xếp hạng tư từ Giải đấu vòng loại Olympic ở Madrid, Tây Ban Nha, nhưng đã tìm cách điền vào một mục của Liên đoàn đấu vật quốc tế thông qua một lời mời ba bên. Louati thua hai trận đấu trước Fani Psatha của Hy Lạp và Lidiya Karamchakova của Hy Lạp khi bị ngã kỹ thuật, và ngay lập tức bị nhà vô địch Olympic cuối cùng là Irini Merleni của Ukraine chặn lại trước khi giành được điểm hai phút do quy tắc vượt trội 10 điểm, khiến cô rơi xuống đáy. của bể sơ bộ và đặt cuối cùng trong số mười bốn đô vật trong bảng xếp hạng cuối cùng.